# Adam Bogusz
Adam Bogusz (ur. 24 kwietnia 1918 w Warszawie, zm. 2001 w Katowicach) – żołnierz Narodowej Organizacji Wojskowej oraz Armii Krajowej. Polski artysta fotograf, uhonorowany tytułem Artiste FIAP (AFIAP). Członek rzeczywisty okręgu Śląskiego Związku Polskich Artystów Fotografików. Autor, współautor albumów fotograficznych.

## Życiorys
Zawodowo zajmował się fotografią od 1928, w czasie okupacji niemieckiej (1939–1945) prowadził zakład fotograficzny w Warszawie. Od 1945 związany ze śląskim środowiskiem fotograficznym – mieszkał, pracował, tworzył w Katowicach. Miejsce szczególne w jego twórczości zajmowała fotografia krajobrazowa, fotografia portretowa, fotografia przemysłowa – początkowo tworzył w technice czarno-białej, od lat 60. XX wieku również w technice barwnej, wykorzystując techniki tonorozdzielcze. W 1950 został przyjęty w poczet członków rzeczywistych Związku Polskich Artystów Fotografików, w którym w latach 1960–1963 jest przedstawicielem Delegatury ZPAF w Katowicach (w 1975 przekształconej w Okręg Śląski ZPAF).
Adam Bogusz był autorem i współautorem wielu wystaw fotograficznych Aktywnie uczestniczył w prezentacjach Związku Polskich Artystów Fotografików. Brał udział w Międzynarodowych Salonach Fotograficznych, organizowanych (m.in.) pod patronatem FIAP, zdobywając wiele nagród, wyróżnień, dyplomów, listów gratulacyjnych. Pokłosiem udziału w Międzynarodowych Salonach Fotograficznych (pod patronatem FIAP) było przyznanie mu tytułu honorowego Artiste FIAP (AFIAP) – nadanego przez Międzynarodową Federację Sztuki Fotograficznej FIAP.